# Brydning under sommer-OL 1928
Brydning under sommer-OL 1928. Brydning var med på det olympiske program for syvende gang i 1928 i Amsterdam. Der blev konkurreret om tretten olympiske titler, seks i græsk-romersk stil og syv i fristil, kun for mænd. Finland blev bedste nation foran Sverige.

## Medaljer
| Brydning OL 1928 Amsterdam | Brydning OL 1928 Amsterdam | Brydning OL 1928 Amsterdam | Brydning OL 1928 Amsterdam | Brydning OL 1928 Amsterdam | Brydning OL 1928 Amsterdam |
| -------------------------- | -------------------------- | -------------------------- | -------------------------- | -------------------------- | -------------------------- |
| Nr.                        | Land                       | Guld                       | Sølv                       | Bronze                     | Totalt                     |
| 1.                         | Finland                    | 3                          | 3                          | 3                          | 9                          |
| 2.                         | Sverige                    | 3                          | 1                          | 0                          | 4                          |
| 3.                         | Estland                    | 2                          | 0                          | 1                          | 3                          |
| 4.                         | Tyskland                   | 1                          | 2                          | 1                          | 4                          |
| 5.                         | Schweiz                    | 1                          | 1                          | 1                          | 3                          |
| 6.                         | Ungarn                     | 1                          | 1                          | 0                          | 2                          |
| 6.                         | USA                        | 1                          | 1                          | 0                          | 2                          |
| 8.                         | Egypten                    | 1                          | 0                          | 0                          | 1                          |
| 9.                         | Canada                     | 0                          | 1                          | 2                          | 3                          |
| 9.                         | Frankrig                   | 0                          | 1                          | 2                          | 3                          |
| 11.                        | Belgien                    | 0                          | 1                          | 0                          | 1                          |
| 11.                        | Tjekkoslovakiet            | 0                          | 1                          | 0                          | 1                          |
| 13.                        | Italien                    | 0                          | 0                          | 2                          | 2                          |
| 14.                        | Storbritannien             | 0                          | 0                          | 1                          | 1                          |
| Totalt                     | Totalt                     | 13                         | 13                         | 13                         | 39                         |

## Græsk-romersk stil

### Bantamvægt (58 kg)
| Placering | Udøver         | Land |
| --------- | -------------- | ---- |
| 1.        | Kurt Leucht    | GER  |
| 2.        | Jindřich Maudr | TCH  |
| 3.        | Giovanni Gozzi | ITA  |
| 4.        | Oscar Lindelöf | SWE  |
| 5.        | Ödön Zombori   | HUN  |
| 6.        | Eduard Pütsep  | EST  |

### Fjervægt (62 kg)
| Placering | Udøver              | Land |
| --------- | ------------------- | ---- |
| 1.        | Voldemar Väli       | EST  |
| 2.        | Erik Malmberg       | SWE  |
| 3.        | Gerolamo Quaglia    | ITA  |
| 4.        | Károly Kárpáti      | HUN  |
| 5.        | Ernst Steinig       | GER  |
| 6.        | Aage Meier          | DEN  |
| 6.        | Saim Arıkan         | TUR  |
| 6.        | Aleksanteri Toivola | FIN  |

### Letvægt (67,5 kg)
| Placering | Udøver            | Land |
| --------- | ----------------- | ---- |
| 1.        | Lajos Keresztes   | HUN  |
| 2.        | Eduard Sperling   | GER  |
| 3.        | Edvard Westerlund | FIN  |
| 4.        | Tayyar Yalaz      | TUR  |
| 5.        | Vladimír Vávra    | TCH  |
| 6.        | Walter Massop     | NED  |

### Mellemvægt (75 kg)
| Placering | Udøver            | Land |
| --------- | ----------------- | ---- |
| 1.        | Väinö Kokkinen    | FIN  |
| 2.        | László Papp       | HUN  |
| 3.        | Albert Kusnets    | EST  |
| 4.        | Johannes Jacobsen | DEN  |
| 5.        | Jean Saenen       | BEL  |
| 6.        | František Hála    | TCH  |

### Letsværvægt (82,5 kg)
| Placering | Udøver           | Land |
| --------- | ---------------- | ---- |
| 1.        | Ibrahim Moustafa | EGY  |
| 2.        | Adolf Rieger     | GER  |
| 3.        | Onni Pellinen    | FIN  |
| 4.        | Nicolas Appels   | BEL  |
| 5.        | Ejnar Hansen     | DEN  |
| 6.        | Imre Szalay      | HUN  |

### Sværvægt (over 82,5 kg)
| Placering | Udøver           | Land |
| --------- | ---------------- | ---- |
| 1.        | Rudolf Svensson  | SWE  |
| 2.        | Hjalmar Nyström  | FIN  |
| 3.        | Georg Gehring    | GER  |
| 4.        | Eugen Wiesberger | AUT  |
| 5.        | Josef Urban      | TCH  |
| 6.        | Rajmund Badó     | HUN  |

## Fristil

### Bantamvægt (56 kg)
| Placering | Udøver         | Land |
| --------- | -------------- | ---- |
| 1.        | Kaarlo Mäkinen | FIN  |
| 2.        | Edmond Spapen  | BEL  |
| 3.        | James Trifunov | CAN  |
| 4.        | Harold Sansum  | GBR  |
| 5.        | Robert Hewitt  | USA  |

### Fjervægt (61 kg)
| Placering | Udøver             | Land |
| --------- | ------------------ | ---- |
| 1.        | Allie Morrison     | USA  |
| 2.        | Kustaa Pihlajamäki | FIN  |
| 3.        | Hans Minder        | SUI  |
| 4.        | René Rottenfluc    | FRA  |

### Letvægt (66 kg)
| Placering | Udøver                   | Land |
| --------- | ------------------------ | ---- |
| 1.        | Osvald Käpp              | EST  |
| 2.        | Charles Pacôme           | FRA  |
| 3.        | Eino Leino               | FIN  |
| 4.        | Birger Nilsen            | NOR  |
| 5.        | Carlo Tersdorf Jørgensen | DEN  |
| 6.        | Clarence Berryman        | USA  |

### Weltervægt (72 kg)
| Placering | Udøver            | Land |
| --------- | ----------------- | ---- |
| 1.        | Arvo Haavisto     | FIN  |
| 2.        | Lloyd Appleton    | USA  |
| 3.        | Maurice Letchford | CAN  |
| 4.        | Jean Jourlin      | FRA  |
| 5.        | Harry Morris      | AUS  |

### Mellemvægt (79 kg)
| Placering | Udøver          | Land |
| --------- | --------------- | ---- |
| 1.        | Ernst Kyburz    | SUI  |
| 2.        | Donald Stockton | CAN  |
| 3.        | Samuel Rabin    | GBR  |
| 4.        | Ralph Hammonds  | USA  |
| 5.        | Andries Praeg   | SAF  |
| 6.        | Thomas Bolger   | AUT  |

### Letsværvægt (87 kg)
| Placering | Udøver             | Land |
| --------- | ------------------ | ---- |
| 1.        | Thure Sjöstedt     | SWE  |
| 2.        | Arnold Bögli       | SUI  |
| 3.        | Henri Lefèbvre     | FRA  |
| 4.        | Heywood Edwards    | USA  |
| 5.        | Jacques van Assche | BEL  |

### Sværvægt (over 87 kg)
| Placering | Udøver          | Land |
| --------- | --------------- | ---- |
| 1.        | Johan Richthoff | SWE  |
| 2.        | Aukusti Sihvola | FIN  |
| 3.        | Edmond Dame     | FRA  |
| 4.        | Edward George   | USA  |
| 5.        | Henri Wernli    | SUI  |

52°20′40″N 4°51′21″Ø / 52.34439°N 4.85597°Ø